# الاتحاد الوطني للتأمين المتبادل للتعاونيات الزراعية

شعار جا كيوساي

الاتحاد الوطني للتأمين المتبادل للتعاونيات الزراعية (اليابانية: 全国 共 済 農業 協同 組合 連 合 会) ، المعروف باسم «جا كيوساي» (ＪＡ 共 済) أو زينكيورين ، هو جمعية المساعدة المتبادلة الوطنية للتعاونيات الزراعية في اليابان ، التي تأسست على أساس التعاونية الزراعية اليابانية القانون . تأسست شركة زينكيورين في عام 1951 وهي تقدم خدمات التأمين على الممتلكات والمسؤولية والتأمين على الحياة . 

## روابط خارجية
- الموقع الرسمي